# Lee Bontecou
Lee Bontecou (Providence, 15 gennaio 1931 – Florida, 8 novembre 2022) è stata una scultrice statunitense.

## Biografia
Crebbe a New York e nella Nuova Scozia.
Dal 1952 al 1955 frequentò l'Art Students League di New York. Grazie a una borsa di studio si trasferì a Roma, dove visse dal 1956 al 1958. Ritornò quindi a New York e il suo lavoro artistico le fruttò una grande quantità di premi e riconoscimenti, come il Louis Comfort Tiffany Award, il Mademoiselle Woman of the Year, il secondo posto alla 28th Biennial of American Art della Corcoran Gallery of Art di Washington e il primo premio del National Institute of Arts and Letters.
Nel 1960 tenne la sua prima mostra personale nella galleria di Leo Castelli, dove continuerà a esporre fino al 1970.
Dal 1965 visse col marito William Giles, scultore, e la figlia Valerie a Greene Street.
Dal 1970 insegnò al Brooklyn College fino al 1991, anno in cui si ritirò a vita privata a Orbisonia, in Pennsylvania, dove continuò a scolpire tenendosi però lontana dai riflettori. Tornò alla ribalta nel 2003 grazie a una retrospettiva organizzata dall'Hammer Museum di Los Angeles, dal Museum of Contemporary Art di Chicago e dal Museum of Modern Art di New York.
L'artista è morta nella sua casa nello stato della Florida l'8 novembre 2022.